# Salon du livre de Trois-Rivières
Le Salon du livre de Trois-Rivières est un évènement littéraire annuel se tenant fin mars à Trois-Rivières au Québec. Il a pour mission de promouvoir le livre, les auteurs et les illustrateurs sur l’ensemble du territoire de la Mauricie et du Centre-du-Québec.
Il accueille chaque année 200 éditeurs, distributeurs, organismes et créateurs répartis dans une centaine de kiosques au Centre d’événements et de congrès interactifs (CECi) à Trois-Rivières.

## Mission et organisation
Le Salon du livre de Trois-Rivières (SLTR) est la principale activité organisée par l'organisme à but non lucratif qui en assure la gestion. L'événement rassemble à Trois-Rivières au moins 200 éditeurs qui y présentent leurs livres dans une centaine de kiosques. Le Salon propose un programme d'animation, diverses activités orientées autour d’une thématique différente chaque année.
Le SLTR se déroule généralement la dernière fin de semaine du mois de mars, sur une période de 4 jours allant du jeudi au dimanche. L'objectif de l’événement est de focaliser l'attention des médias et du public autour du livre, de la lecture, des auteurs et des illustrateurs principalement québécois.
Le jeudi et le vendredi sont consacrés en bonne partie aux groupes scolaires mais aussi aux aînés. En 2019, plus de 5 000 enfants et adolescents ont visité le Salon. La fin de semaine, le SLTR propose des activités pour les adultes et les familles. 
Outre la programmation d’animations à l’intérieur du Centre d’événements et de congrès interactifs (CECi), le SLTR propose aussi des activités hors-les-murs dans divers lieux publics, organismes, institutions et commerces de la Mauricie et du Centre-du-Québec,,.

## Historique
Le SLTR a vu le jour en 1989 dans le gymnase du Séminaire Saint-Joseph. Au fil des ans, l’événement a pris de l’ampleur et a déménagé notamment à la Bâtisse industrielle, au Musée Pop mais c’est au Centre des congrès de l’hôtel Delta, devenu en 2018 le Centre d’événements et de congrès interactifs (CECi) que celui-ci a connu le plus grand nombre d’éditions. Le 32e Salon du livre, qui s’est tenu en mars 2019, a rejoint plus de 18 000 amateurs de lecture de tous âges. 
L'édition 2020 n’a pu se tenir en raison de la pandémie de Covid-19.

## Prix littéraires
Chaque année, le Salon du livre de Trois-Rivières remet plusieurs prix littéraires : les prix illustration jeunesse, le Prix BD et, en alternance une année sur deux, le prix Adagio et le Prix des nouvelles voix de la littérature.
Le SLTR a instauré en 2008 le prix des Nouvelles voix de la littérature afin de récompenser et d'encourager les auteurs émergents de la Mauricie et du Centre-du-Québec,. 
Prix de carrière, le Prix Adagio est attribué par le conseil d'administration du SLTR. Il est remis à un auteur de la Mauricie ou du Centre-du-Québec qui a marqué la scène littéraire d'ici et d'ailleurs par la qualité exceptionnelle de son travail d’écriture,.

## Affiliation
Le Salon du livre de Trois-Rivières est membre de l'Association québécoise des Salons du Livre (AQSL). L’AQSL représente l’ensemble des Salons du livre membres et défend leurs intérêts. Elle soutient ses membres dans l’organisation d’événements d’envergure culturels et littéraires suscitant la rencontre et la découverte auprès des différents publics.